# Jacobu
Jacobu – miasto i stolica dystryktu Amansie Central w regionie Ashanti w Ghanie. 
Jest siedzibą banku rolnego Odotobri Rural Bank oraz prywatnego szpitala Saint Peter's Hospital.